# Ефановка (деревня)
Ефановка — деревня в Бугульминском районе Татарстана.
Расположено в 7 км от Бугульмы.
В деревне имеется начальная школа, дом культуры, библиотека.

## История
Основана в 1828 году. В дореволюционных источниках известна под названием Малая Ефановка. До 1860-х годов жители относились к категории государственных крестьян. Занимались земледелием, разведением скота. В 1880-х годах земельный надел сельской общины составлял 805 десятин. До 1920 деревня входила в Спасскую волость Бугульминского уезда Самарской губернии. С 1920 в составе Бугульминского кантона Татарской АССР. С 10 августа 1930 года в Бугульминском районе.